# Dilge

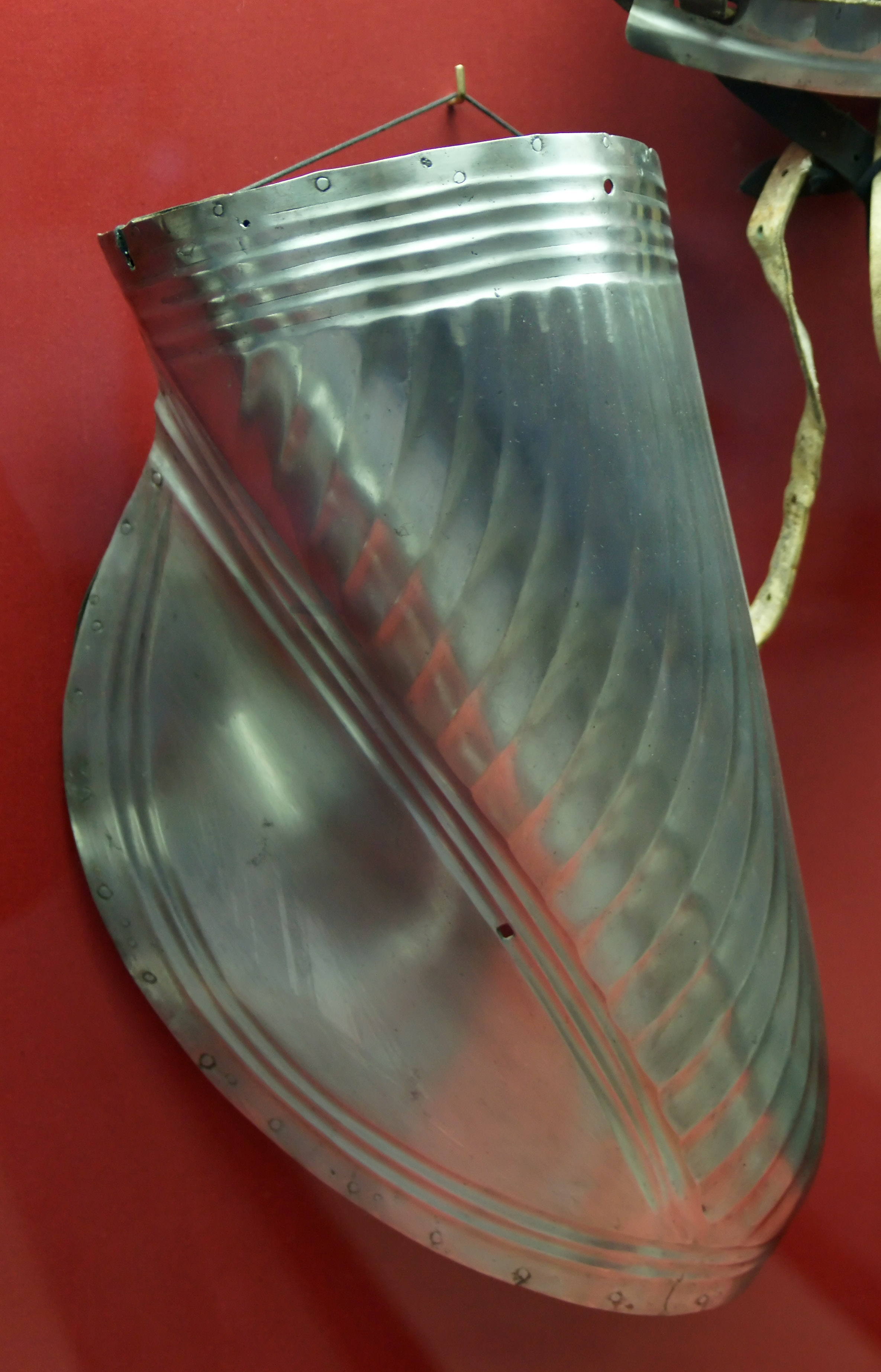
Augsburger Dilge um 1485

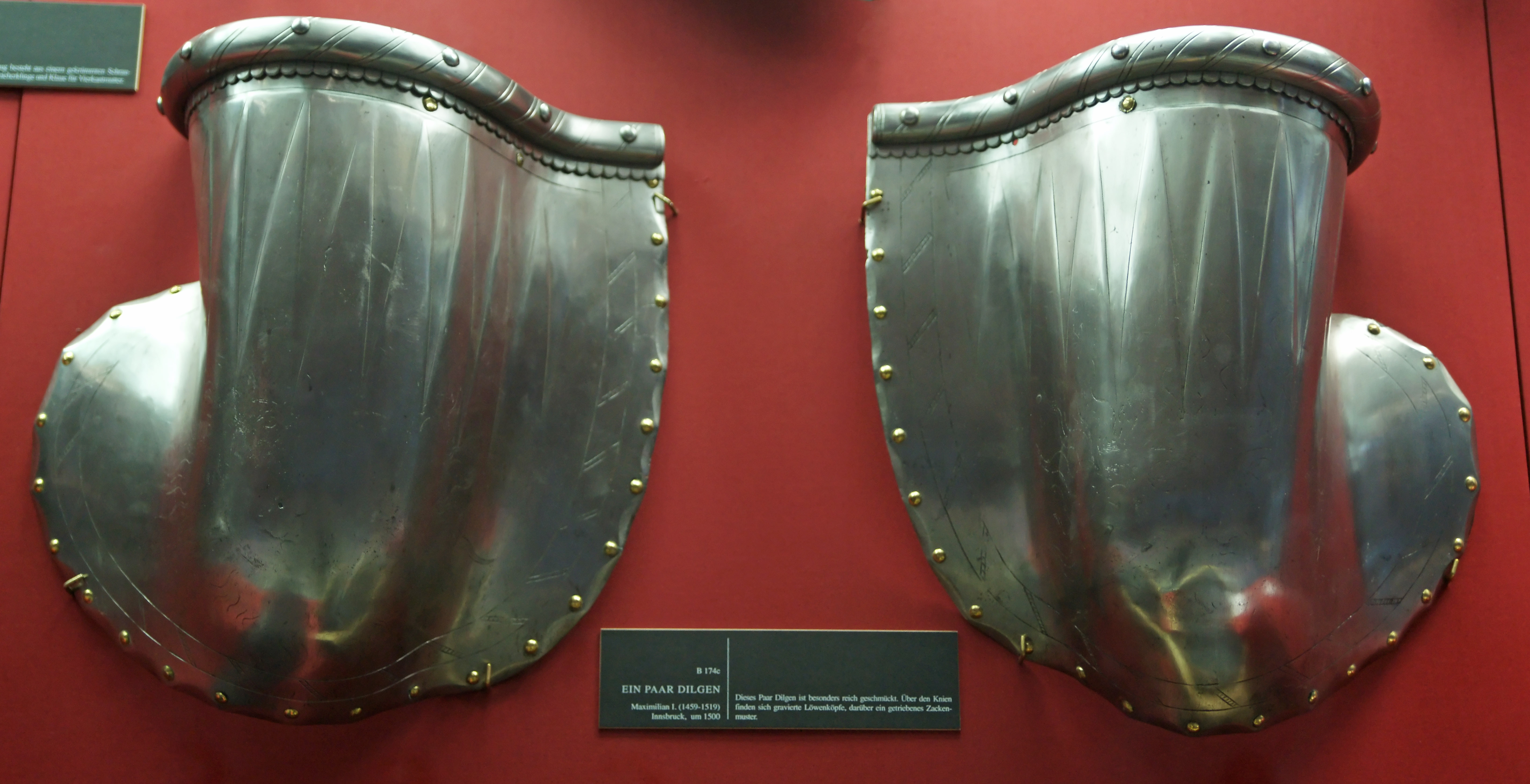
Ein Paar Dilgen von Maximilian I. um 1500

Dilgen, auch Schenkelwehren genannt, sind im Sattel integrierte Oberschenkelpanzerungen eines Ritters für das spätmittelalterliche und frühneuzeitliche Turnier zu Pferd.  Die Dilgen sind so gearbeitet, dass ein Treffer mit der Lanze die Rüstung nicht durchdringen kann, sondern an der Außenseite abgleitet. Man findet sie nur an Turnierrüstungen.